# Turnix d'Andalousie
Turnix sylvaticus
Espèce
Synonymes
- Turnix sylvatica

Statut de conservation UICN

 LC  : Préoccupation mineure

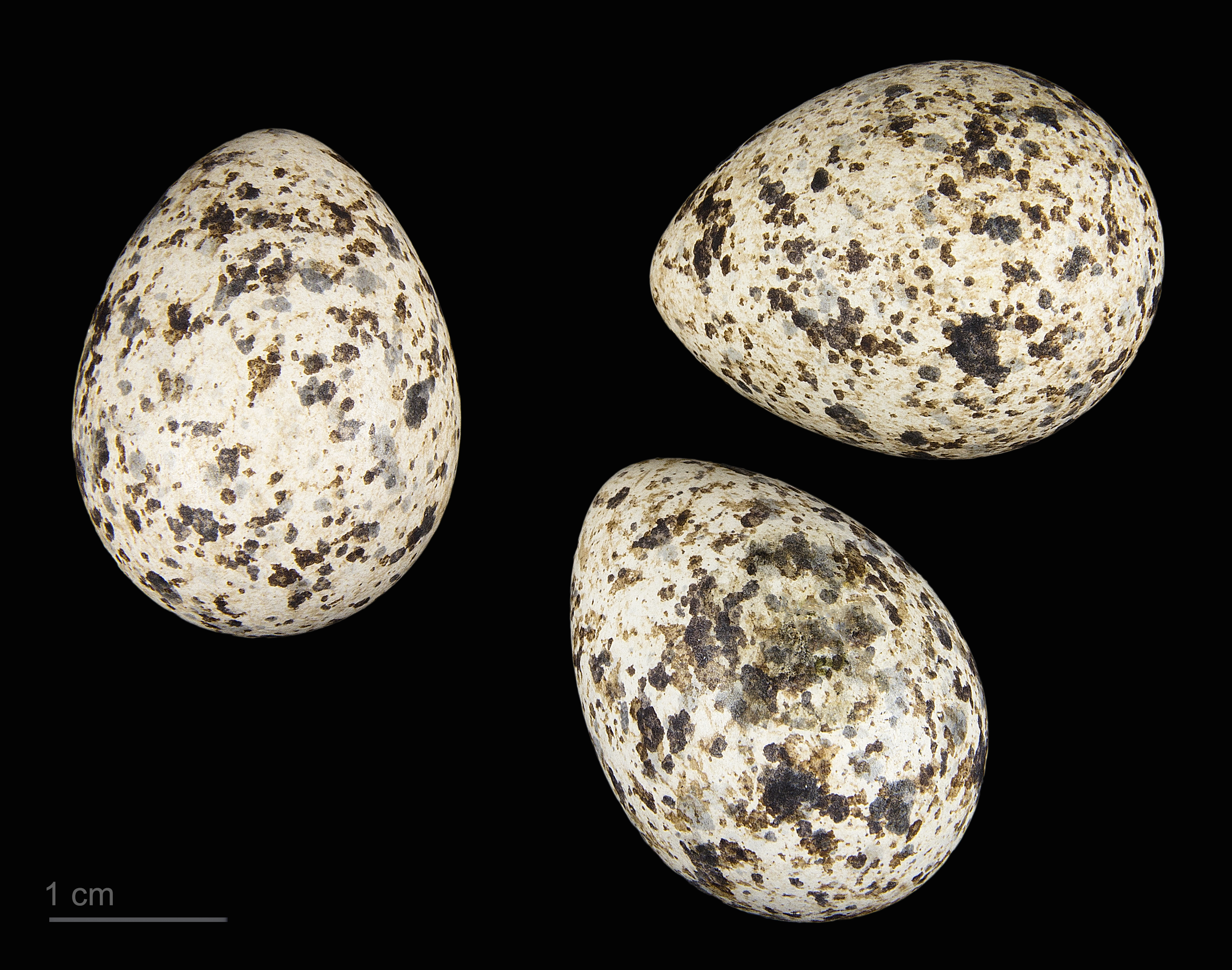
Turnix sylvaticus - MHNT

Le Turnix d'Andalousie (Turnix sylvaticus), aussi appelé Turnix mugissant, est une espèce d'oiseaux Charadriiformes, de la famille des Turnicidae.

## Description
C'est un oiseau de petite taille d'une longueur de 13 cm.

Il ressemble à une caille des blés par son comportement et son aspect. Son plumage est brunâtre, très cryptique, et son bec est fin.

Turnix d'Andalousie
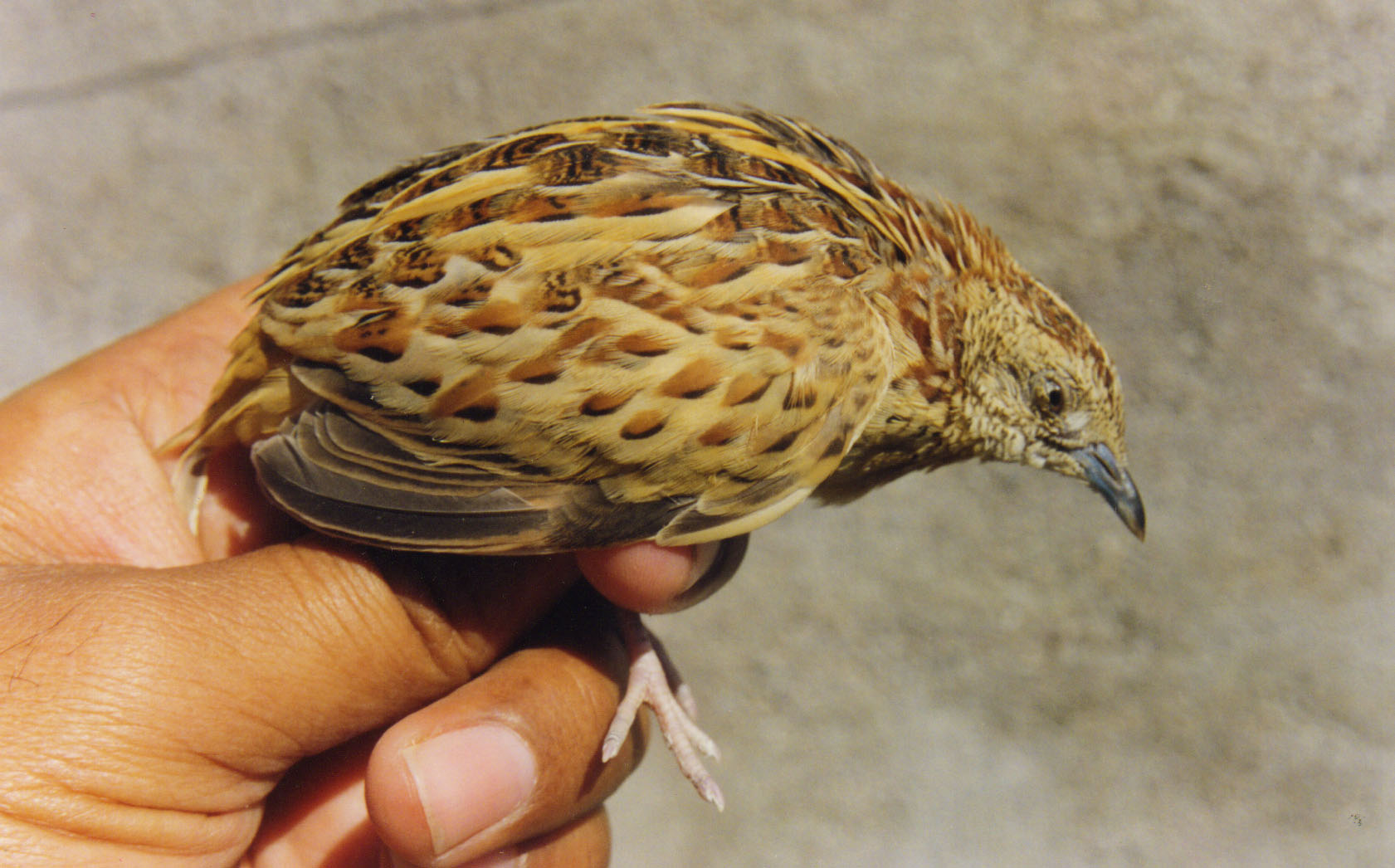
Maharashtra, Inde
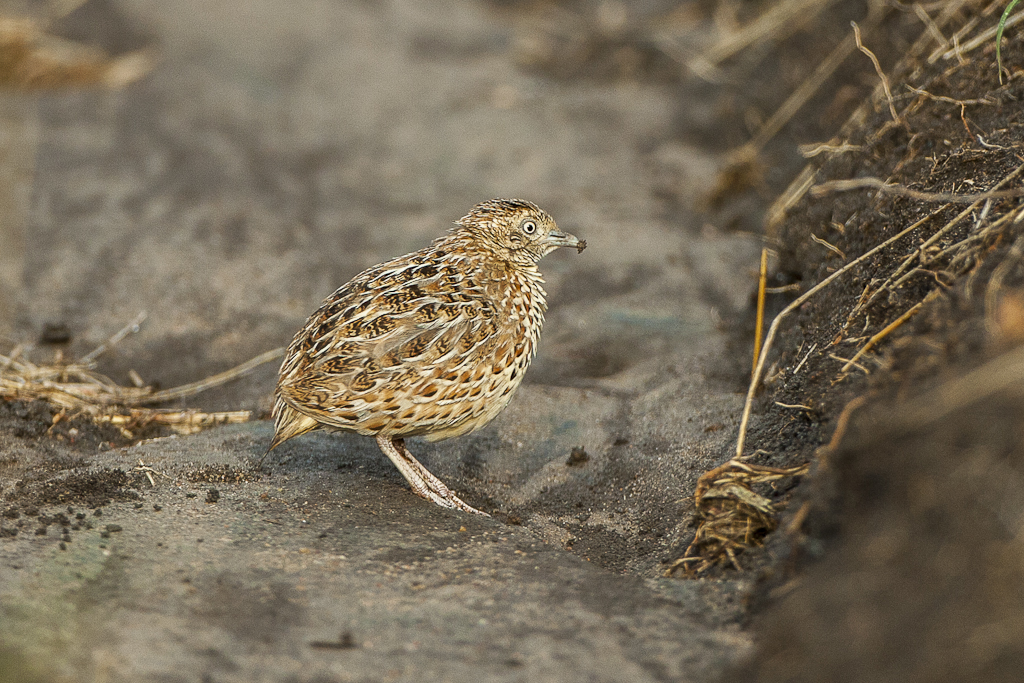
Kenya
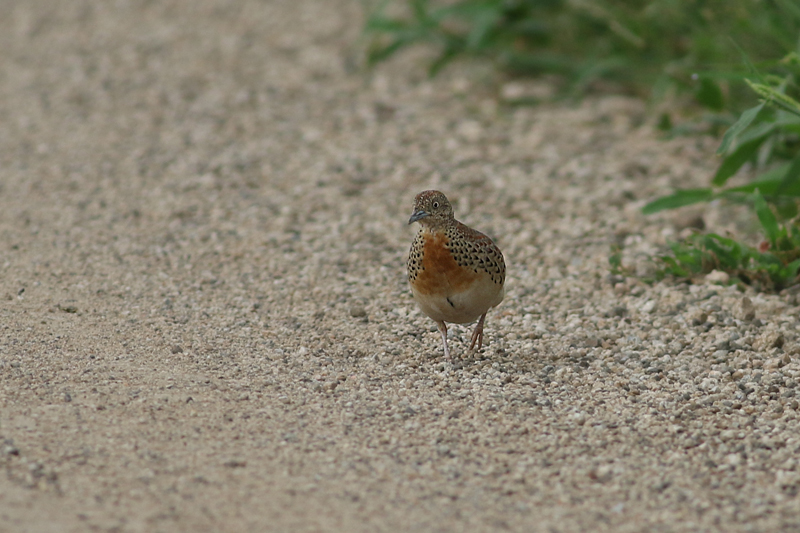
Parc national Kruger, Afrique du Sud
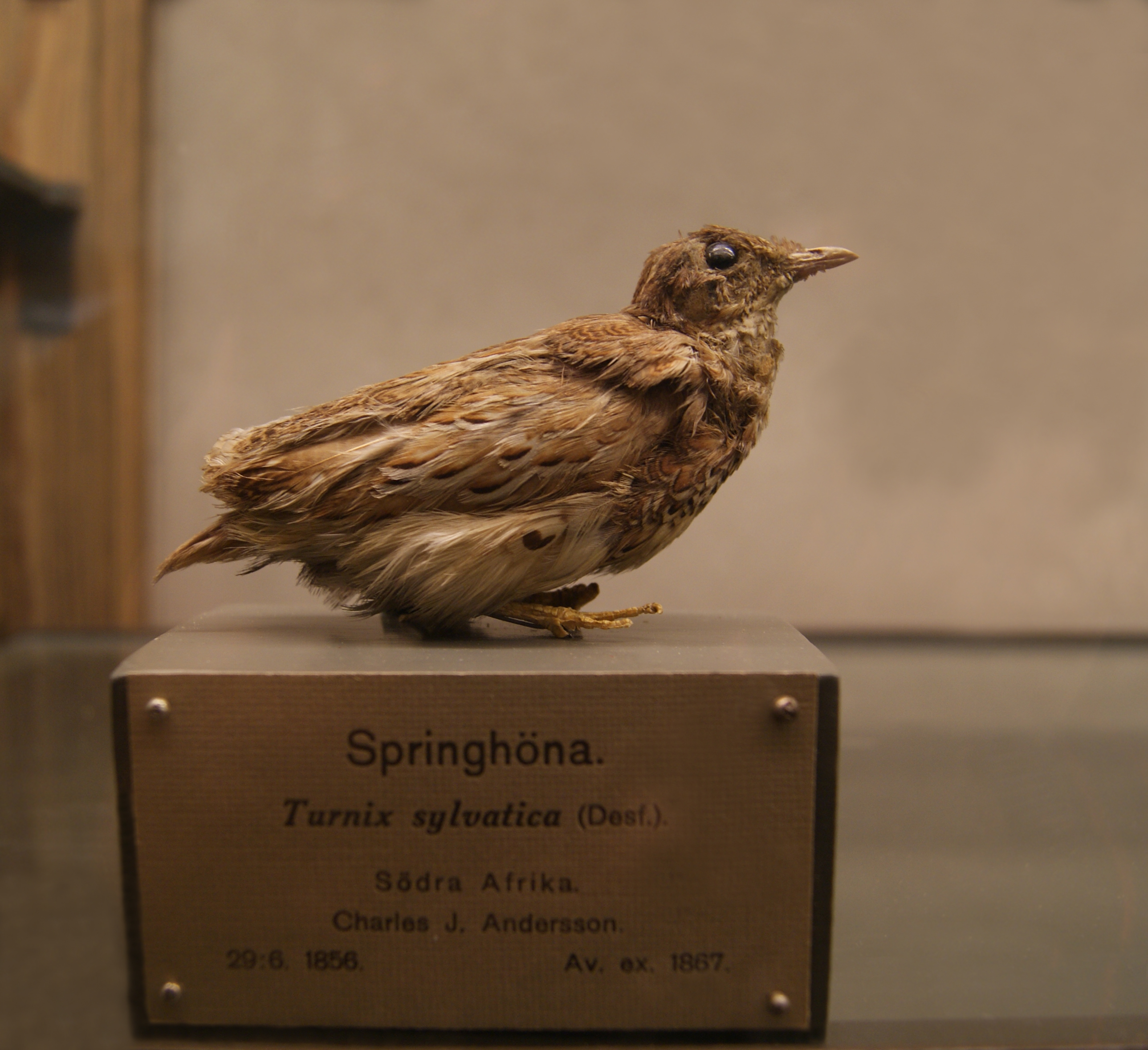
Muséum de Göteborg, Suède

Il y a un léger dimorphisme sexuel : la femelle est un peu plus grande et plus colorée que le mâle ; la femelle défend le territoire lors de la nidification et le mâle couve puis élève la nichée.

## Répartition
Il vit en Andalousie (Sud de l'Espagne), au Maroc, dans presque toute l'Afrique excepté les zones désertiques et la forêt équatoriale, en Inde, dans la péninsule indochinoise et aux Philippines.

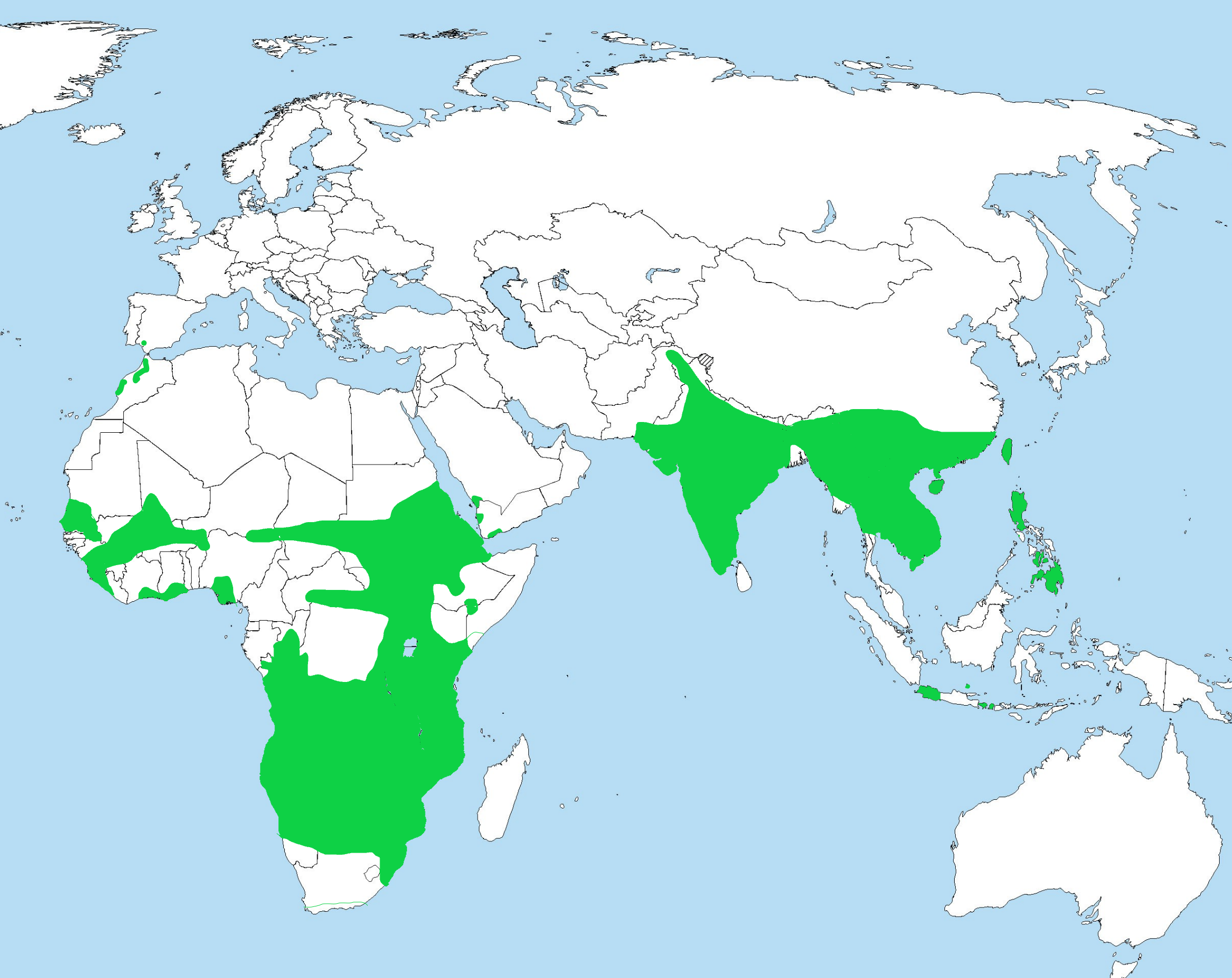
Répartition du Turnix d'Andalousie

## Menaces et conservation

### Espagne
L’espèce est déclarée éteinte en Espagne en 2021.

### France
Cette espèce est menacée:
- Liste Rouge de UICN France, Statut CR (en danger critique d'extinction) [3],[4]

### Europe
Cette espèce est menacée:
- Liste Rouge de UICN Europe, Statut CR (en danger critique d'extinction) [5]

## Sous-espèces
D'après la classification de référence (version 14.1, 2024) de l'Union internationale des ornithologues, le Turnix d'Andalousie possède 9 sous-espèces (ordre philogénique) :
- Turnix sylvaticus sylvaticus (Desfontaines, 1789) ;
- Turnix sylvaticus lepurana (Smith, A, 1836) ;
- Turnix sylvaticus dussumier (Temminck, 1828) ;
- Turnix sylvaticus davidi Delacour & Jabouille, 1930 ;
- Turnix sylvaticus bartelsorum Neumann, 1929 ;
- Turnix sylvaticus whiteheadi Ogilvie-Grant, 1897 ;
- Turnix sylvaticus celestinoi McGregor, 1907 ;
- Turnix sylvaticus nigrorum duPont, 1976 ;
- Turnix sylvaticus suluensis Mearns, 1905.